# AL T 20
Die Baureihe T 20 der elsaß-lothringischen Eisenbahnen Réseau ferroviaire d’Alsace-Lorraine (AL) war eine Personenzug-Tenderlokomotive. Bei der Übernahme in die SNCF erhielten die Lokomotiven die Bezeichnung 242 TA, wobei sich die Umzeichnung aber bis mindestens 1948 hinzog. Da das Netz des AL aus den Reichseisenbahnen in Elsaß-Lothringen hervorgegangen war, wiesen die Maschinen zum Teil typisch preußische Merkmale auf.

## Geschichte

### Beschaffung

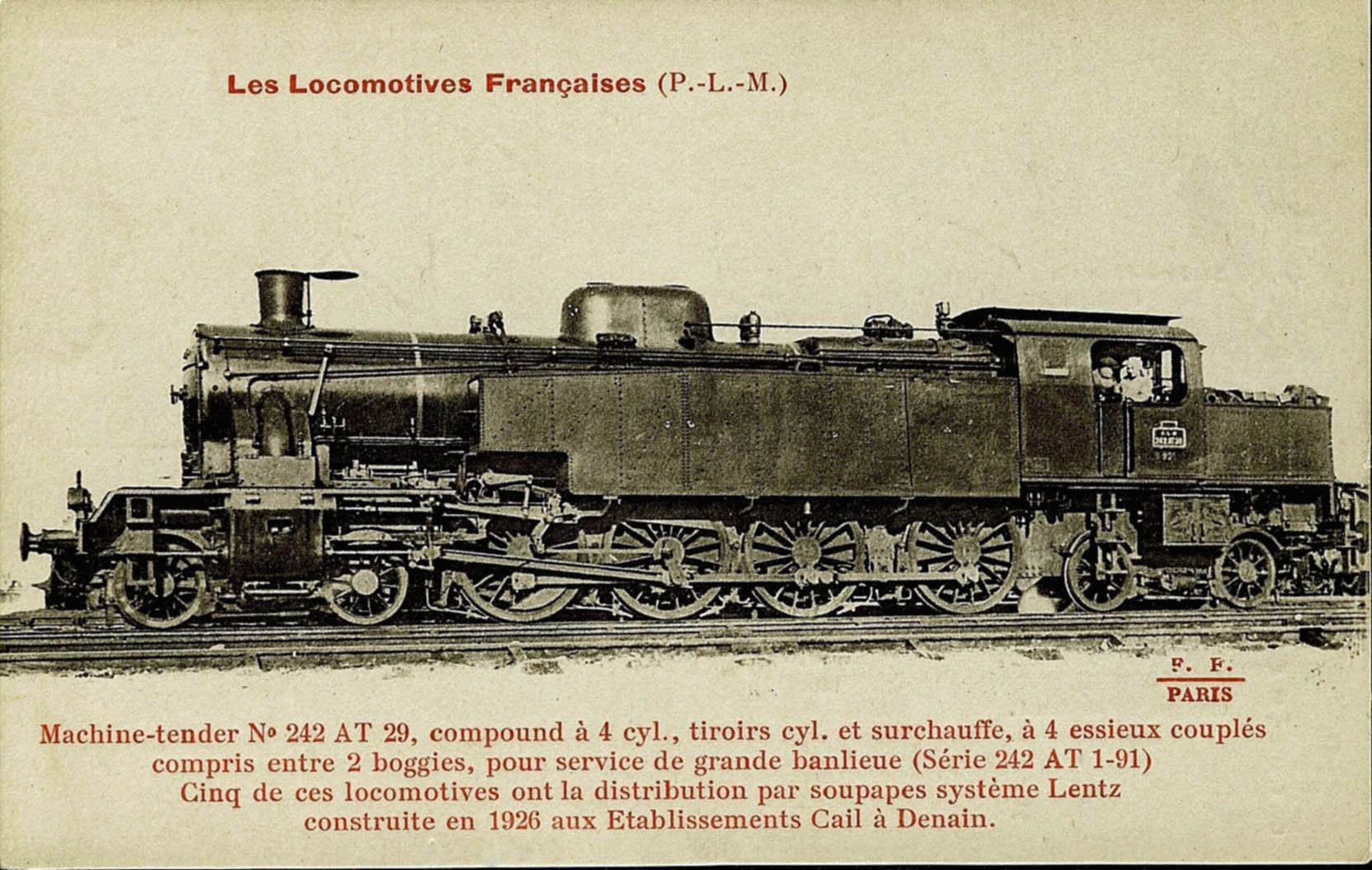
Muster für die T 20 war die 242 AT der PLM

Die ursprünglich spanische Konstruktion von Vierzylinder-Verbunddampflokomotiven mit der Achsfolge 2'D2' war ab Mitte der 1920er Jahre auf französischen Gleisen zu finden.
Die AL beschaffte in den Jahren 1929 und 1930 dreißig Lokomotiven dieses Typs, die sich an die Konstruktion 242 AT der Eisenbahngesellschaft PLM anlehnte. Die ersten 20 Maschinen wurden 1929 von Compagnie de Batignolles-Châtillon geliefert und erhielten die Nummern 8601 bis 8620. Im folgenden Jahr lieferte die S.A.C.M. Grafenstaden zehn weitere Loks mit den Nummern 8621 bis 8630.

### Einsatz in Frankreich
Zum Einsatz kamen die Lokomotiven auf den Strecken am Rande Straßburgs sowie von dort nach Colmar, Saint-Dié, Sarrebourg, Lauterbourg, Wissembourg, Kehl und Saargemünd. Zunächst wurden die 8601 bis 8620 in Metz beheimatet, die zehn folgenden in Straßburg. Später wurden sie neben Metz und Straßburg (bis 1956) auch in Hausbergen (ab 1957), Colmar, Saargemünd und sogar in Paris-La Villette stationiert.
Alle Lokomotiven wurden 1938 von der SNCF übernommen. Im Zweiten Weltkrieg wurde die 242 TA 614 bei einem Bombenangriff auf das Bahnbetriebswerk Bischheim im Jahr 1945 zerstört.
Vier Maschinen (242 TA 602, 604, 607 und 608) wurden 1942 nach Deutschland gebracht und verblieben nach dem Ende des Zweiten Weltkriegs in der DDR. Die übrigen Lokomotiven blieben bis zur Ausmusterung der letzten Lokomotive am 2. November 1967 auf dem vormaligen Streckennetz der AL bzw. kamen aus Paris dorthin zurück und wurden (mit einer Ausnahme: 242 TA 605 in Saargemünd) letztlich in Hausbergen beheimatet. Zwischen Kehl und Straßburg zogen 242 TA sogar hochwertige internationale Reisezüge, z. B. 1962 den Schnellzug Wien–Straßburg mit Inox-Kurswagen nach Paris-Est.

### 242 TA 602 als 79 001 bei der DR
Die Lokomotive 242 TA 602 wurde nach Kriegsende in Mühlhausen/Thüringen aufgefunden. Danach taucht sie im Bw Zeitz (Rbd Erfurt) auf und wurde am 1. Mai 1946 im Schadpark von Zeitz z-gestellt. Am 19. November 1951 wurde sie von der FVA Halle übernommen. Sie erhielt die zuvor bereits zweimal vergebene Nummer 79 001. Die erste Lokomotive mit dieser Nummer war eine Sächsische XV HTV, die 1933 ausgemustert wurde. 1938  erhielt diese Nummer die von der Reichsbahn übernommene Lokomotive Nr. 44 der vormaligen Braunschweigischen Landeseisenbahn. Diese 1'D1' h2t-Lokomotive wurde jedoch 1947 verkauft, so dass die Nummer wieder frei war.
Die nunmehrige 79 001 wurde 1952 im Raw „7. Oktober“ Zwickau aufgearbeitet. Die FVA Halle wollte diese Lokomotive als Bremslokomotive nutzen, wofür sie wegen des Verbundtriebwerks gut geeignet erschien. Deshalb wurde sie, soweit es mit vertretbarem Aufwand möglich war, mit Armaturen und Zusatzaggregaten nach Reichsbahnbauart versehen. Für den Einsatz als Bremslok wurde außerdem eine Riggenbach-Gegendruckbremse installiert.
Die Laufeigenschaften der Lok befriedigten jedoch weder im Versuchsbetrieb noch im Einsatz vor Reisezügen. Der Hauptgrund dafür war die auf deutsche Oberbauverhältnisse nicht abgestimmte Federung sowie die Keilrückstellungen der Drehgestelle. Das Fahrzeug wurde deshalb schon bei der ersten anstehenden Hauptuntersuchung 1963 ausgemustert.

## Konstruktive Merkmale
Die Lokomotive verfügte über einen innenliegenden Blechrahmen und einen genieteten Kessel mit Belpaire-Hinterkessel. Die Feuerbüchse befand sich zwischen den Rahmenwangen. Der Rauchrohrüberhitzer war von der Bauart Schmidt. Dampfdom und Sandkasten waren unter einer gemeinsamen Verkleidung mittig auf dem Kessel angebracht. Die Drehgestelle entsprachen der PLM-Bauart.
Das Vierzylinder-Verbundtriebwerk hatte waagerecht angeordnete Hochdruckzylinder außen am Rahmen, deren Kolbenstangen auf den zweiten Treibradsatz wirkten. Die Niederdruckzylinder lagen leicht geneigt innen im Rahmen und wirkten auf die erste, als Kropfachse ausgeführte Radsatzwelle. Die Heusinger-Steuerung lag außen; die Steuerung der inneren Zylinder wurde davon abgeleitet. Ursprünglich hatten die Lokomotiven einen ACFI-Vorwärmer und wiesen noch keine Windleitbleche auf. Die Seitenfenster waren als Schiebefenster „deutscher Art“ ausgeführt. Auch die beidseitigen Spitzensignale entsprachen denen der Preußischen Staatseisenbahnen.
Die Kuppelradsätze waren durch Blattfedern unterhalb des Achslagers abgestützt. Die Federpakete waren mit Ausgleichshebeln verbunden. Als weitere Stützpunkte  dienten die Drehgestelle.
Abweichend zu der sonst gleichen Konstruktion der PLM-Lokomotiven verfügten die Maschinen der AL über eine an den Rechtsverkehr angepasste Führerstands-Auslegung.
Erste Umbauten betrafen nach kurzer Zeit das Anbringen von Windleitblechen des bei der K.P.E.V. verwendeten Typs. Die zweiphasige Luftpumpe wurde durch einen Bi-compound-Kompressor ersetzt. Zur Vergrößerung des Kohle-Fassungsvermögens wurden die Tender aller Maschinen im Zweiten Weltkrieg umgebaut und erhöht. Die Lokomotiven waren zunächst schwarz lackiert; bei der SNCF wurden sie, deren Normen entsprechend, olivgrün mit roten Pufferbohlen und schmalen roten Streifen, die Rauchkammer, der Schornstein und die unteren Partien blieben schwarz. Um 1950 wurden die Laternen preußischer Bauart durch Petroleumlampen mit bläulichen Scheiben ersetzt; später erhielten die 242 TA elektrische Lampen von ausgemusterten Lokomotiven der Baureihe 141 P. Vier Maschinen (601, 611, 621 und 627) erhielten rechteckige statt runder Puffer.
Vor dem rechten Wasserkasten befand sich ein Auffangbehälter für überschüssiges Wasser aus dem ACFI-Vorwärmer, das in den Kessel zurückgeführt wurde. Nach 1956 wurde diese Vorrichtung entfernt.